# Saków
Sakow este un sat din Polonia, aflat la 44 de km de Łódź.